# Jaime Penedo
Jaime Manuel Penedo Cano (ur. 26 września 1981 w mieście Panama) – były panamski piłkarz występujący na pozycji bramkarza. 

## Kariera klubowa
Penedo w swojej karierze reprezentował barwy panamskiego Árabe Unido, włoskiego Cagliari Calcio, hiszpańskiej Osasuny i gwatemalskiego Municipalu. W 2013 przeszedł do Los Angeles Galaxy, a w 2016 do Deportivo Saprissa. Później dołączył do Dinama Bukareszt. W tym klubie zakończył swoją karierę w 2018 roku.

## Kariera reprezentacyjna
Penedo w dorosłej reprezentacji Panamy zadebiutował w 2003 roku w wygranym 1:0 spotkaniu z Kubą. Brał udział w trzech edycjach Złotego Pucharu CONCACAF: 2005, 2007 i 2009, 2011, 2013 i 2015. 
Zagrał również na Copa América 2016. Został powołany na Mistrzostwa Świata 2018.
Od czasu debiutu regularnie pojawiał się w meczach kadry narodowej. Po Mundialu 2018 zakończył reprezentacyjną karierę

## Statystyki kariery

### Reprezentacyjne
| Reprezentacja | Rok     | Mecze | Gole |
| ------------- | ------- | ----- | ---- |
| Panama        | 2018    | 6     | 0    |
| Panama        | 2017    | 7     | 0    |
| Panama        | 2016    | 11    | 0    |
| Panama        | 2015    | 13    | 0    |
| Panama        | 2014    | 3     | 0    |
| Panama        | 2013    | 16    | 0    |
| Panama        | 2012    | 10    | 0    |
| Panama        | 2011    | 16    | 0    |
| Panama        | 2010    | 4     | 0    |
| Panama        | 2009    | 10    | 0    |
| Panama        | 2008    | 5     | 0    |
| Panama        | 2007    | 11    | 0    |
| Panama        | 2006    | 0     | 0    |
| Panama        | 2005    | 16    | 0    |
| Panama        | 2004    | 6     | 0    |
| Panama        | 2003    | 1     | 0    |
| Ogólnie       | Ogólnie | 135   | 0    |

## Osiągnięcia

### Árabe Unido
- Zwycięstwo 
  - Liga Panameña de Fútbol: 2004

### Municipal
- Zwycięstwo 
  - Liga Nacional de Fútbol de Guatemala: Clausura 2008, Apertura 2009, Clausura 2010